# Paralela 47
Paralela 47 este o formație de muzică rock din Chișinău, Republica Moldova. Trupa a participat de două ori la preselecția națională pentru Eurovison în Republica Moldova ”O melodie pentru Europa”: prima oară în 2012, iar a doua oară în 2014 cu piesa ”Fragmente”. În 2013 Paralela 47 a participat la selecția națională pentru Eurovision 2013 din România, cu piesa ”Caramele”.

## Istoric
Formația Paralela 47 a fost fondată în anul 2008 și de atunci a susținut mai multe concerte pe scena muzicală din Republica Moldova și România, printre care: Rockhausen 2008, 2009 (Ediția I si II); Artileria Munchausen 2008; Vadul lui Woodstock 2007, 2008, 2010; Rock Party (3 ediții); Jazz-Cafe 44 (concert acustic); „Small Places Tour – 2008” (Amnesty International); "Zilele Basarabiei" (Timișoara, București, Galați 2010, 2011, 2012), The Faces of Friends, International Music Festival 2012. În acest răstimp băieții au evoluat pe aceiași scenă cu trupe și artiști ca: Iris, Vița de Vie, Alternosfera, Gândul Mâței, Snails, Truda, Black Olives, Travka, Vunk, Șue Paparude, Compact, Cătălin Josan, ROA și “Condorii Negri”.
Solistul formației, Alecu Mătrăgună, pe lângă faptul că este muzician mai este și prezentatorul principalului buletin de știri de la postul TV din Republica Moldova „Jurnal TV”.

## Componență
Membrii actuali ai formației sunt:
- Alecu Mătrăgună - voce, clape
- Lucian Rudico - chitară bas
- Ștefan Postoronca - chitară
- Sergiu Denisoff - chitară
- Nicu Bazatin - tobe

## Discografie

### Albume de studio
- 2012: „Măr pe lună”

### EP-uri
- 2011: „Aproape”

### Videoclipuri
- 2008: „Dor nebun”
- 2012: „Arde”[12]
- 2014: „Fragmente”[13]